# 修福金
修福金（1950年12月—），男，汉族，吉林农安人，中华人民共和国政治人物，现任中国国民党革命委员会中央委员会副主席。

## 生平
毕业于东北师范大学世界经济专业。2008年，当选第十一届全国政协常务委员，代表中国国民党革命委员会，分入第三组。2013年3月任第十二届全国人大常委会委员、全国人大外事委员会副主任委员。2018年1月，当选第十三届全国政协委员。